# Port lotniczy Colorado Springs
Port lotniczy Colorado Springs (IATA: COS, ICAO: KCOS) – port lotniczy położony 10 km na południowy wschód od Colorado Springs, w stanie Kolorado, w Stanach Zjednoczonych.

## Linie lotnicze i połączenia
- Allegiant Air (Las Vegas, Long Beach, Phoenix/Mesa)
- American Airlines (Dallas/Fort Worth)
- Continental Express obsługiwane przez ExpressJet Airlines (Houston-Intercontinental)
- Delta Air Lines (Atlanta)
- Delta Connection obsługiwane przez Mesaba Airlines (Minneapolis/St. Paul)
- Delta Connection obsługiwane przez SkyWest (Minneapolis/St. Paul, Salt Lake City)
- Frontier Airlines obsługiwane przez Republic Airlines (Denver)
- United Express obsługiwane przez Mesa Airlines (Chicago-O'Hare)
- United Express obsługiwane przez SkyWest (Chicago-O'Hare, Denver, Houston-Intercontinental [od 4 stycznia], Los Angeles, San Francisco, Waszyngton-Dulles)